# Маядыковский сельсовет (Бирский район)
Маядыковский сельсовет — муниципальное образование в Бирском районе Башкортостана.

## История
Согласно «Закону о границах, статусе и административных центрах муниципальных образований в Республике Башкортостан» имеет статус сельского поселения.

## Население
| 2002 | 2009  | 2010 | 2012 | 2013 | 2014 | 2015 |
| ---- | ----- | ---- | ---- | ---- | ---- | ---- |
| 970  | ↗1143 | ↘969 | ↘943 | ↗953 | ↘939 | ↗940 |
| 2016 | 2017  |      |      |      |      |      |
| ↘921 | ↘897  |      |      |      |      |      |

## Состав сельского поселения
| № | Населённый пункт | Тип населённого пункта       | Население |
| - | ---------------- | ---------------------------- | --------- |
| 1 | Маядыково        | село, административный центр | ↘252      |
| 2 | Шелканово        | село                         | ↘576      |
| 3 | Ужара            | деревня                      | ↘69       |
| 4 | Аккаиново        | деревня                      | ↘53       |
| 5 | Урняк            | деревня                      | ↘19       |